# The Sunday Assembly

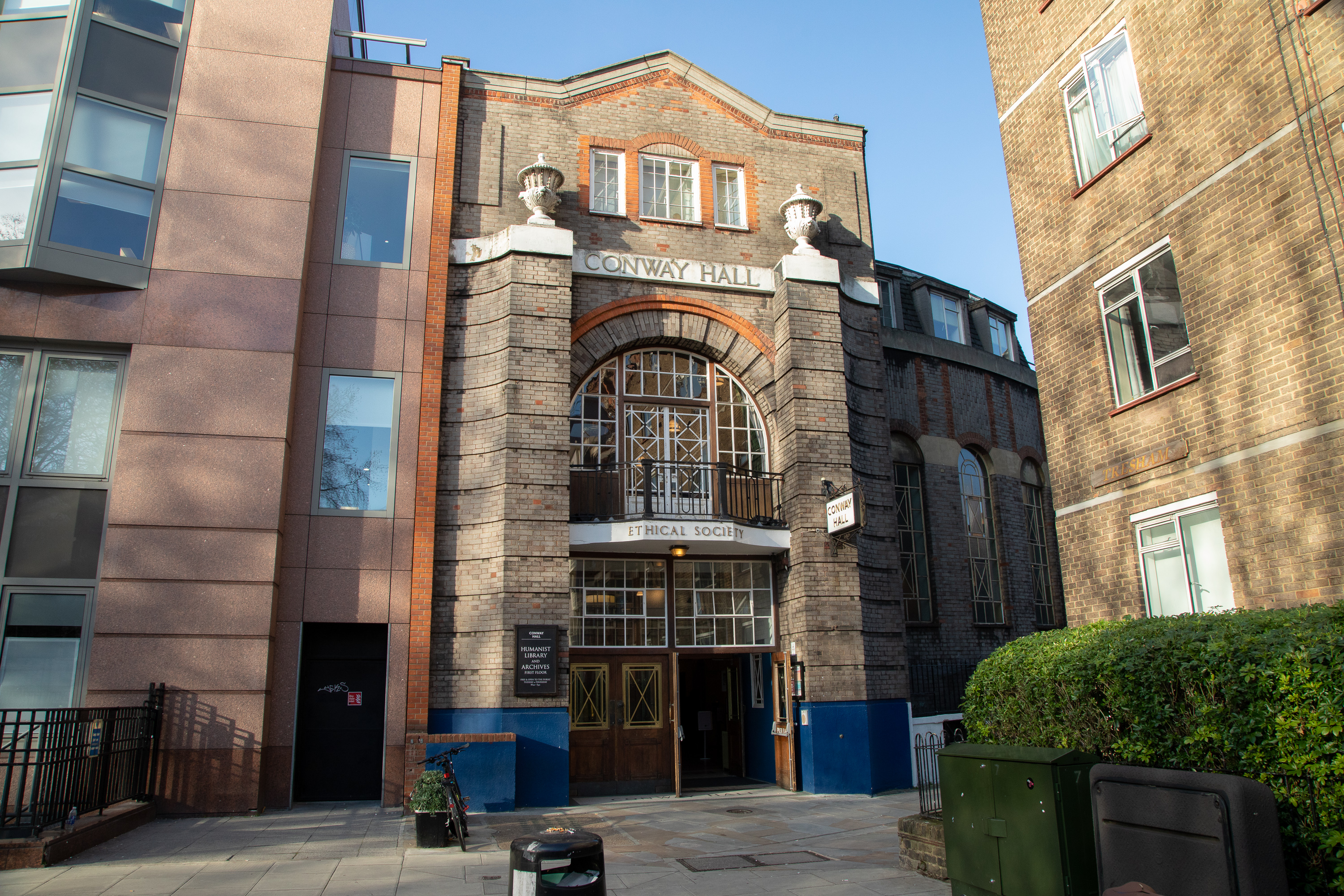
Conway Hall, em Londes.

A Assembleia de Domingo (The Sunday Assembly) é uma congregação não religiosa fundada por Sanderson Jones e Pippa Evans em janeiro de 2013 em Londres, Reino Unido, a congregação foi criada para reunir pessoas não-religiosas, mas que querem ter uma experiência equivalente a uma religiosa.
Segundo seus fundadores, os comediantes, o objetivo é "Fazer algo como uma igreja, mas sem Deus", o primeiro evento atraiu 300 pessoas em uma antiga igreja em Islington, devido a quantidade de pessoas, os eventos posteiores foram transferidos para o Cornway Hall. Congregações satélites já foram fundadas fora do Reino Unido em cidades como Dublin, Nova Iorque e San Diego, congregações satélites devem aderir ao estatuto central, dentre as atividades, incluem coral de músicas de artistas pop como Stevie Wonder e Queen.

## História
Sanderson Jones e Pippa Evans, comediantes do stand-up, começaram a primeira Assembleia de Domingo no norte de Londres, em janeiro de 2013. O primeiro evento, que contou com mais de 300 pessoas, foi realizada em uma Igreja em Islington, mas, devido ao tamanho limitado, as futuras reuniões foram realizadas em Conway Hall. Desde então, os eventos continuam a ser realizados, duas vezes por mês, com uma atração de aproximadamente 600 pessoas.
Em outubro de 2013, a Assembleia de Domingo iniciou uma campanha que levantou £ 33.668 de uma meta de £ 500.000, para financiar a construção de uma plataforma digital para ajudar no crescimento da organização, que está sendo promovido através de uma turnê comédia de 40 dias pelos Estados Unidos e Austrália. A plataforma foi projetada para ajudar a fornecer recursos para pessoas que desejam criar a sua própria assembleia e para se conectar com os outros.